# Judson Linsley Gressitt
Judson Linsley Gressitt (Tokio, 16 de junio de 1914 - Guilin, China 26 de abril de 1982) fue un entomólogo y naturalista estadounidense que trabajó en Japón y China. Trabajó principalmente en la diversidad de escarabajos en el sudeste asiático y en áreas aplicadas, particularmente entomología médica, y fue el fundador de la revista Pacific Insects (que se convirtió en la Revista Internacional de Entomología) y del Instituto de Ecología Wau en Papúa Nueva Guinea. Además de insectos, recolectó especímenes de numerosos taxones y varios llevan su nombre.

## Biografía
Gressitt nació en Tokio, Japón, donde sus padres eran misioneros bautistas. La familia se convirtió en refugiada tras el terremoto de 1923 y se trasladó a Oakland, California en 1925, donde se recuperó de neumonía y tifoidea. A través de su primo E. Gorton Linsley, se interesó por los insectos y el aire libre como Boy Scouts, donde fueron influenciados por Brighton C. Cain. Comenzó a recolectar especímenes en Sierra Nevada y cuando la familia se mudó de regreso a Japón, comenzó a trabajar en el laboratorio del Departamento de Agricultura de los Estados Unidos (USDA) en Yokohoma. En 1932 se graduó en la American School de Tokio y enseñó inglés en una escuela japonesa durante un año. Hizo una visita a Formosa durante tres meses entre estudios en la Universidad de Stanford y recopiló cerca de 50 000 especímenes. En 1935 se trasladó de Stanford a UC Berkeley y obtuvo una licenciatura en 1938 seguida de una maestría en 1939. Su primera publicación entomológica fue sobre los Cerambycidae japoneses. Después de su maestría, trabajó en el Museo de Historia Natural de Lingnan en Cantón y fue profesor de la Universidad de Lingnan.
En 1941, se casó con Margaret Kriete, quien también provenía de una familia misionera estadounidense en Japón. Margaret estaba interesada en la música, enseñaba música en la Sinfónica de Honolulu y se interesó mucho en las publicaciones de historia natural junto con Linsley. Los japoneses colocaron a la pareja bajo pasantía en Cantón el 8 de diciembre de 1941 (en la hora de Cantón, el día del ataque japonés a Pearl Harbor) y luego los mantuvieron separados, tiempo durante el cual nació su primera hija. La familia no se reunió hasta 1943 y regresó a los Estados Unidos. Luego, Linsley trabajó en Berkeley y recibió un doctorado. en 1945 para investigar sobre Cassidinae. Trabajó hacia el final de la guerra con la Unidad de Investigación Médica de Estados Unidos en Guam, Filipinas y Japón. En la década de 1950 volvió a trabajar en el Sudeste Asiático y participó en una expedición para estudiar Metasequoia glyptostroboides, un fósil viviente en Sichuan. En 1950, la familia fue internada nuevamente en Cantón al comienzo de la guerra de Corea y no fue liberada hasta 1951. En 1952, la familia se mudó a Honolulu y él trabajó en el Museo Bishop. Fue miembro del Guggenheim en 1955 y miembro de la Sociedad Entomológica de América desde 1943. En 1965 exploró los insectos de la región antártica.
Gressitt fundó la revista Pacific Insects y publicó numerosas descripciones. Publicó cerca de 300 artículos, en su mayoría monográficos, y trabajó principalmente sobre escarabajos. El glaciar Gressitt en la Antártida lleva su nombre. Él y su esposa murieron en un accidente aéreo en un vuelo de rutina (vuelo 3303 de CAAC) de Cantón a Guilin, donde lo habían invitado a hablar. Tuvieron cuatro hijas. La especie Paramelomys gressitti; los géneros de escarabajos de las hojas Gressittella y Gressittana; y el género de tábanos Gressittia lleva su nombre.